# Jubba Airways
Jubba Airways — авиакомпания Сомали, штаб-квартира которой располагается в Могадишо — столице страны.

## История
Авиакомпания была основана в 1998 году двумя сомалийскими предпринимателями.
На текущий момент, кроме офиса в Могадишо, компания располагает филиалами в других городах Сомали, а также в Джибути, ОАЭ, Саудовской Аравии, Уганде. Имеет также дочернюю компанию в Кении (ИКАО-код — JBW). В феврале 2015 года Jubba Airways объединилась с Daallo Airlines, образовав новый холдинг African Airways Alliance.

## Флот
По состоянию на 16 сентября 2008 года флот авиакомпании состоял из двух Ил-18. По состоянию на 2021 год, флот насчитывает 3 самолёта Fokker F50.

## Маршрутная сеть
По состоянию на 2021 год, компания выполняет рейсы по 13 направлениям. Она выполняет рейсы по Сомали, в Сомалиленд, Кению, Джибути, Саудовскую Аравию и ОАЭ.